# 海事呼号

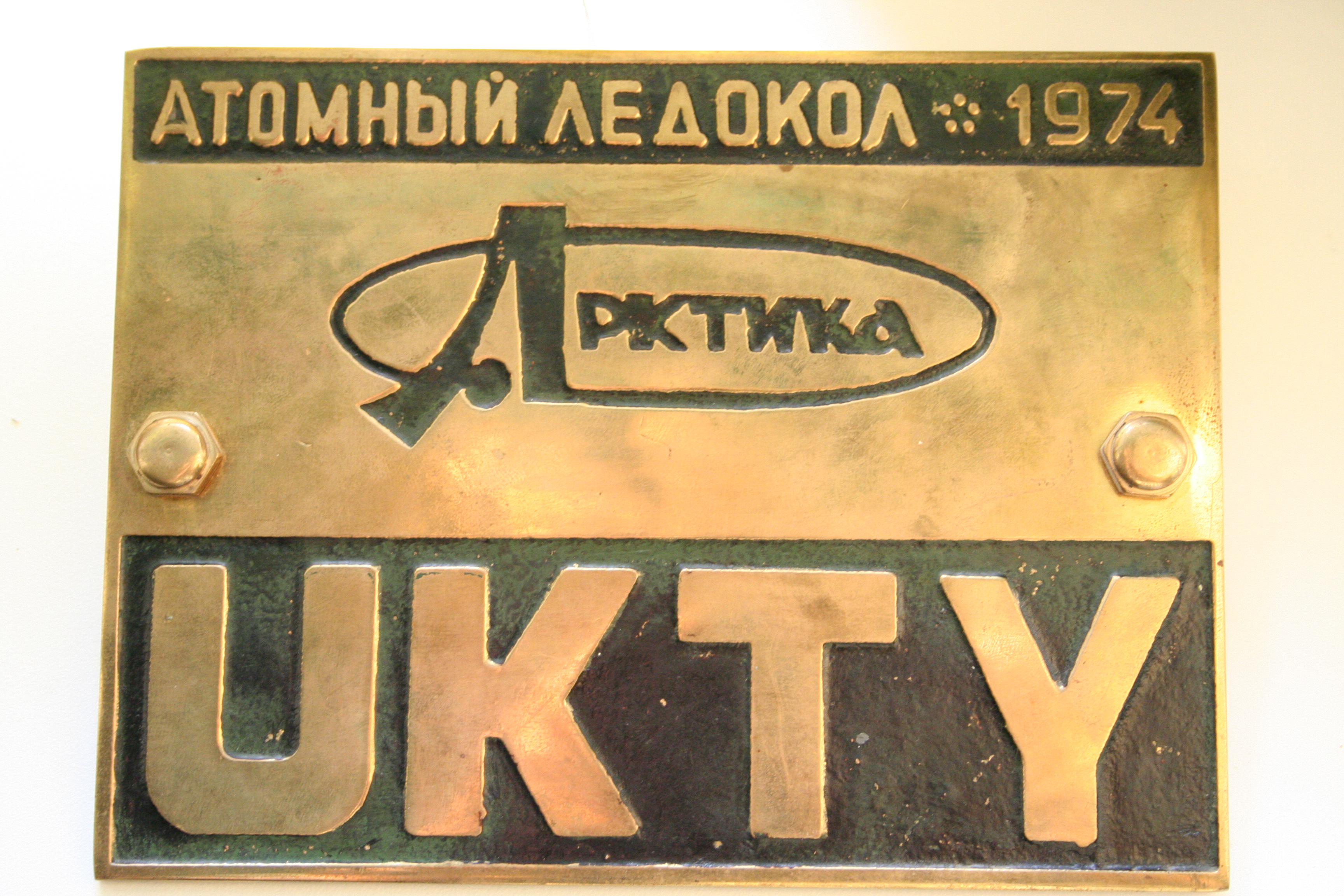
呼号為UKTY的苏联核動力破冰船阿克提卡號（Arktika）

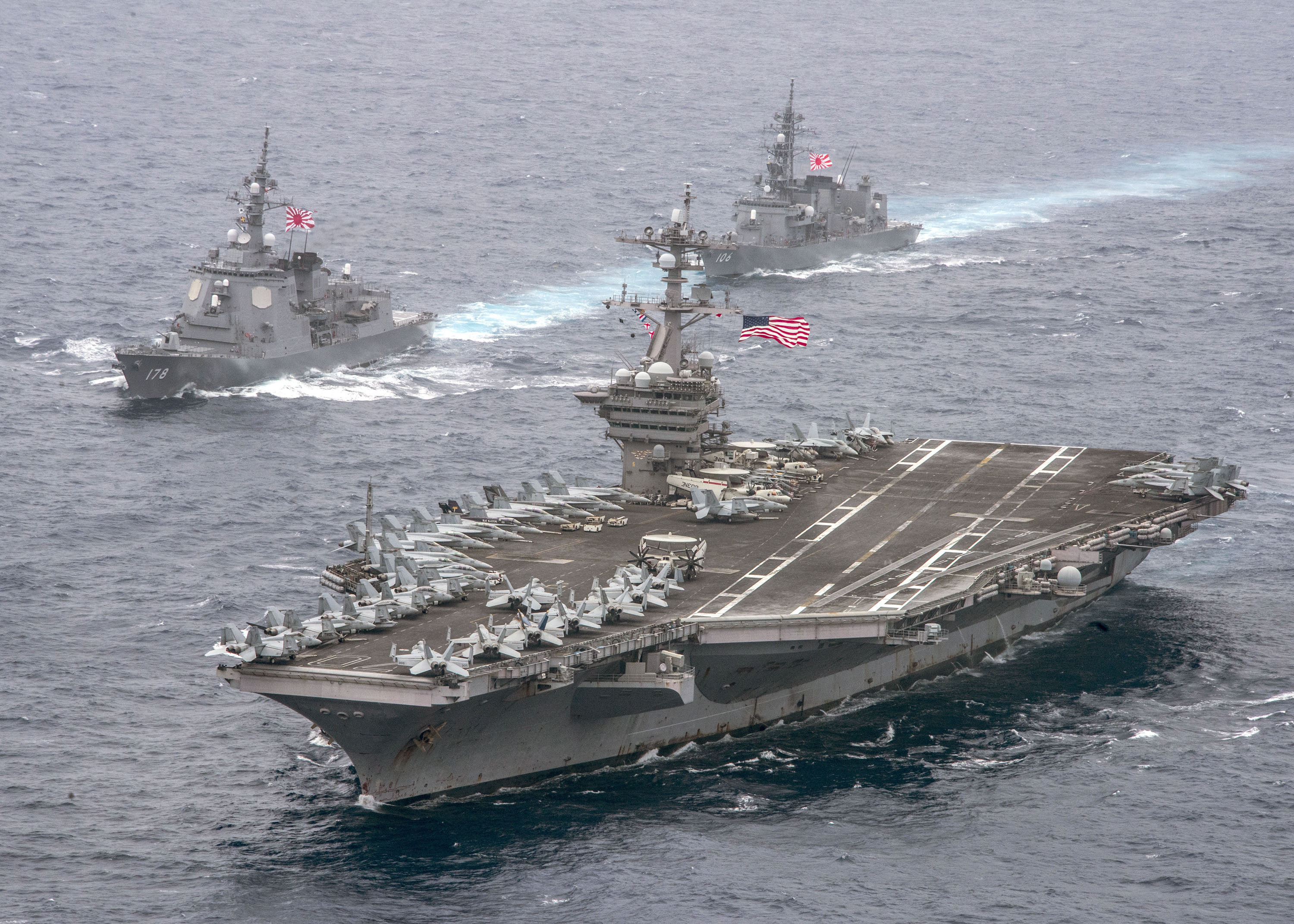
美軍卡尔文森號和JDS Ashigara號显示出信号旗标，分别显示其呼号NCVV和JSRA

海事呼号是分配给船舶和船只的唯一标识符的呼号。所有的无线电传输必须由呼号单独识别。商船和海军船只由其国家發照许可当局分配呼号。

## 历史
无线电报操作的最早应用之一，比广播无线电還早，是安装在海上船舶上的海上无线电台。在没有国际标准的情况下，1901年古列尔莫·马可尼的第一个跨大西洋电文之后建造的早期发射机由无线电公司发出任意两个字母的呼叫，单独或后来在一个字母的公司标识符之前。这些模仿了早期的铁路电报约定，其中简短的两个字母标识符用作摩尔斯电码缩写来表示线路上的各个单独车站（例如，AX可以代表哈利法克斯）。“N”和两个字母表示美國海軍；“M”和两个字母将是一个马可尼站。
1912年4月14日，泰坦尼克号的MGY站正忙着将船上乘客的电报传送到纽芬兰Cape Race的沿海站（呼号為MCE），将收到来自马可尼站發給MV Mesaba（呼号MMU）和SS Californian（呼号MWL）的冰原警告。其遇险呼叫CQD CQD CQD CQD CQD CQD DE MGY MGY MGY MGY MGY MGY POSITION 41.44 N 50.24 W将由RMS上的电台应答喀尔巴阡（呼号MPA）。同年晚些时候，国际会议标准化了无线电呼号，以便前两个字母可以唯一地识别发射机的原产国。
商船和海军船只由其国家發照许可当局分配呼号。在利比里亚或巴拿马等国家，这些国家是船舶登记的權宜船旗，大型船舶的呼号由国家的前缀字再加三个字母所组成（例如，3LXY，有时后跟一个数字，即3LXY2）。美国商船的呼号以字母“W”或“K”开头，而美国海军舰艇的呼号则以“N”开头。最初，在这一系列由三、四个字母组成的呼号中，船舶和广播电台都被赋予了呼号，但随着对海上广播和广播呼号的需求增长，逐渐为悬挂美国国旗的船只赋予更长的呼号，混合字母和数字。
随着广播电台在1920年代变得司空见惯，一些原始的三字母和四字母呼号被重新分配，因为相应的船只早已从美国登记处被删除。1922年WSB呼号在被分配给《亚特兰大日报》供其佐治亚州亚特兰大广播电台使用之前，由两艘船（SS Francis H. Leggett于1914年9月18日在俄勒冈州海岸遭遇海难，后来的Firwood号船，在1919年12月18日在秘鲁附近被大火烧毁）。同样地，SS Lash Atlantico船的国际无线电呼号WEZU，于1997年被分配到一个广播电台。当船舶出售给外国注册时，额外的呼号将重新分配给沿海电台或从海上电台转移到陆地广播电台，因为新船东将为任何现有的船上电台获得新的本地呼号。
配备VHF无线电的休闲艇不得分配呼号，在这种情况下，以船舶名称取而代之。无论如何，希望获得无线电执照的美国船舶都符合FCC无线电服务代码SA：“船舶娱乐或自愿配备”。这些呼叫遵循首字母K或W后接1或2个字母后接3或4个数字（例如KX0983或WXX0029）的陆地移动格式。
美国海岸警卫队的小船在船头（即左舷和右舷）都有一个编号，前两位数字表示船的标称长度（以英尺为单位）。例如，海岸警卫队47021指的是47英尺机动救生艇系列中的第21艘。在操作过程中，呼号也可能缩写为最后的两个或三个数字，例如：海岸警卫队零二一。